# Tinea melancholica
Tinea melancholica är en fjärilsart som beskrevs av László Anthony Gozmány. Tinea melancholica ingår i släktet Tinea och familjen äkta malar. Inga underarter finns listade i Catalogue of Life.